# Amarna
Amarna (în arabă: العمارنة, translit. al-ʿ amārnah) este un vast sit arheologic egiptean, care reprezintă rămășițele capitalei nou înființate și construite de faraonul Akhenaton de la sfârșitul dinastiei a optsprezecea, și abandonat la scurt timp după decesul său (1332 î.Hr.). Numele orașului folosit de egiptenii antici este scris ca Akhetaten (sau khetaton — transliterările variază).

## Legături externe
- en The University of Cambridge's Amarna Project
- en Amarna Art Gallery Shows just a few, but stunning, examples of the art of the Amarna period.
- en M.A. Mansoor Amarna Collection
- en The Amarna3D Project 3D visualisation of the city developed by Paul Docherty.